# Kreisgericht Rosenberg in Westpreußen
Das Kreisgericht Rosenberg in Westpreußen war ein preußisches Kreisgericht in der damaligen Provinz Preußen mit Sitz in der Stadt Rosenberg in Westpreußen.

## Geschichte
In Rosenberg in Westpreußen bestand bis 1849 das Stadtgericht Rosenberg in Westpreußen. 1849 wurden in Preußen einheitlich Kreisgerichte geschaffen. Hierbei wurde die Patrimonialgerichtsbarkeit abgeschafft und die Patrimonialgerichte wurden aufgehoben. Es entstand das Königliche Kreisgericht Rosenberg in Westpreußen im Sprengel des Appellationsgerichts Marienwerder. Es war für den Kreis Rosenberg in Westpreußen zuständig.
Für Schwurgerichtssachen war das Kreisgericht Marienwerder zuständig. Am Gericht waren 1870 ein Direktor und sechs Kreisrichter eingesetzt. 1870 betrug die Zahl der Gerichtseingesessenen 50.805. Gerichtskommissionrn bestanden in Deutsch Eylau und Riesenburg. Gerichtstage wurde in Bischofswerder und Freystadt gehalten.
Im Rahmen der Reichsjustizgesetze wurde das Gerichtswesen in Deutschland 1879 vereinheitlicht. Damit wurde das Kreisgericht Rosenberg in Westpreußen aufgehoben und das königlich preußische Amtsgericht Rosenberg mit Wirkung zum 1. Oktober 1879 als eines von acht Amtsgerichten im Bezirk des Landgerichtes Elbing als Nachfolger gebildet. Auch die Gerichtskommissionen wurden in Amtsgerichte umgewandelt (Amtsgericht Deutsch Eylau und Amtsgericht Riesenburg).